# Красимир Гергов
Красимир Петров Гергов е български бизнесмен и бивш щатен служител на Държавна сигурност (ДС и УБО).

## Биография
Красимир Гергов е роден на 30 септември 1961 г. в София. Внук е на „ветерана – комунист“ Марин Бончев Туевски, който е първият комунистически кмет на Правец – родното село на Тодор Живков. Вуйчо на Гергов е небезизвестният генерал от гаражите на УБО Бончо Маринов Бончев. Основният му бизнес е свързан с рекламата и медиите в България. Завършва ВИФ „Георги Димитров“ със специалност „Туризъм, алпинизъм и ориентиране“ и специализира World Report в американската медийна компания CNN, Атланта и Лондон.
През 1994 г. Гергов придобива правото за излъчване на американската телевизия CNN за България и създава първата частна национална телевизия в България с програмата на CNN Телевизия Триада. Телевизията излъчва ефирно в София на мястото на френската TV5 Monde. Създател е и на първото частно национално радио в България, съвместно с Radio Free Europe (RFE) – Радио „Свободна Европа“, по-късно закрито и променено на Z-Rock.
Работи в сферата на туризма и инвестира в голф комплекси в България.
Красимир Гергов е смятан за най-влиятелната личност в рекламния и медиен бизнес в България, често е обявяван и за монополист. Той консултира и е собственик на някои от най-големите инвеститори в българския медиен пазар: News Corporation – компанията, бивш собственик на Болкан Нюз Корпорейшън и настоящ такъв на „Fox International Channels Bulgaria“ (Fox Life, Fox Crime, National Geographic Channel и други) и Central European Media Enterprises – компанията, собственик на „БТВ Медиа Груп“ (bTV, bTV Comedy, bTV Cinema, bTV Action, RING.BG). От 2007 до 2009 г. е съсобственик на телевизия TV2 след вливането на негово дружество с CTN. Собственик е на Оберон Радио Макс (на радиостанциите Melody, Зи рок, FM+, Радио Фреш и 105.6 Новините сега, а преди беше и съдружник на Радиокомпания Си Джей.

## Голф
През 2001 г. Красимир Гергов основава Българската голф асоциация (БГА), чийто президент е. Красимир Гергов създава българското голф общество и започва изграждането на спортни комплекси в България.
С идеята за развитие на голф-туризъм, той стартира проектите:
- „St. Sofia Golf Club & Spa“ – първото проектирано по стандартите на Американската голф асоциация в България.
- „Black Sea Rama Golf & Villas“ – проектирано от Гари Плеър. На игрището се провеждат кръгове от турнирите на Европейската асоциация по голф.
- „Thracian Cliffs“

## Длъжности
Красимир Гергов е председател на управителния съвет на Асоциацията на рекламните агенции в България от 1996 г. Член на International Advertising Association (IAA). От 2001 г. е Председател на Управителния съвет на Българска голф асоциация. Председател е на Националния борд по туризъм от 2008 г. От 2008 г. е член на Изпълнителния комитет на Българския футболен съюз, с ресор Маркетинг и реклама и Председател на медийната комисия През 2009 г. създава и оглавява клуб „Дипломация и Бизнес“, в който членуват дипломатите от чуждестранните представителства в България.
Красимир Гергов е президент на рекламна агенция „KRES“.

## Медиен бизнес
От създаването на първата частна национална телевизия БТВ Красимир Гергов е смятан от медиите и обществото за неин неофициален собственик, въпреки че той официално е обявен за консултант за България и Сърбия на Болкан Нюз Корпорейшън – официалния собственик на медията. До края на 2009 г. в България съществува законова забрана собственици на рекламни агенции да притежават дялове от електронни медии. Тази законова промяна става известна с името „Поправката Гергов“, защото въпреки общоевропейската практика инвеститорите да имат собственост както в рекламни агенции, така и в медии, в България забраната е приета именно за да попречи на Красимир Гергов да стане собственик на най-голямата медия в България. След като News Corporation продават bTV, bTV Cinema и bTV Comedy на Central European Media Enterprises Ltd. и отпадането на т.нар. „Поправка Гергов“, през юни 2010 г. Красимир Гергов официално обявява участието си през годините в проекта bTV.

## Критика
Красимир Гергов е критикуван заради нерегламентираното си участие като съсобственик на bTV и други медийни фирми, което признава чак през май 2010, след като отпада законовата забрана собственици на рекламни агенции да притежават дялове от електронни медии. Името му се свързва с тенденциите за монополизация на медийния пазар в България.
Гергов е критикуван от Андрей Ковачев от партия Зелените поради факта, че редица негови строежи и проекти попадат в защитени зони, унищожавайки ендемитни местообитания и допринасяйки за презастрояването на българското Черноморие.